# Amphiroa foliacea
Amphiroa foliacea J.V. Lamouroux, 1824  é o nome botânico  de uma espécie de algas vermelhas pluricelulares do gênero Amphiroa.
- São algas marinhas encontradas na África, México, Ásia, Ilhas dos oceanos Índico e Pacífico e na Austrália.

## Sinonímia
Não apresenta sinônimos.